# Polo aquático nos Jogos Olímpicos de Verão de 1960
O torneio de Pólo aquático nos Jogos Olímpicos de Verão de 1960 foi realizado no  Stadio Olimpico del Nuoto em Roma, Itália.
A equipe da Alemanha Unificada, que competiu nos Jogos Olímpicos entre 1956 e 1964, disputou o torneio de Pólo aquático com jogadores da Alemanha Ocidental.

## Masculino
| Ouro | Prata | Bronze |
| Itália Amedo Ambron Danio Bardi Giuseppe D'Altrui Salvatore Gionta Franco Lavoratori Gianni Lonzi Luigi Mannelli Eraldo Pizzo Rosario Parmegiani Dante Rossi Brunello Spinelli | União Soviética Vladimir Semenov Anatoli Kartashov Vladimir Novikov Pyotr Mshventeradze Yuri Grigorovsky Viktor Ageev Givi Chikvanaya Leri Gogoladze Vyacheslav Kurennoi Boris Goikhmann Yevgeni Saltsyn | Hungria Kálmán Markovits András Katona György Kárpáti László Jeney Otto Boros István Hevesi Mihály Mayer Zoltán Dömötör Deszö Gyamati Tivadar Kanizsa Péter Rusorán |

### Primeira fase

#### Grupo A
| Equipe                | Pts | J | V | E | D | GP | GC |
| --------------------- | --- | - | - | - | - | -- | -- |
| Itália                | 6   | 3 | 3 | 0 | 0 | 21 | 8  |
| Romênia               | 4   | 3 | 2 | 0 | 1 | 12 | 5  |
| República Árabe Unida | 1   | 3 | 0 | 1 | 2 | 7  | 17 |
| Japão                 | 1   | 3 | 0 | 1 | 2 | 5  | 15 |

| 25 de agosto |     |                       |
| Japão        | 3–3 | República Árabe Unida |
| Itália       | 4–3 | Romênia               |
| 26 de agosto |     |                       |
| Romênia      | 5–0 | República Árabe Unida |
| Japão        | 1–8 | Itália                |
| 27 de agosto |     |                       |
| Itália       | 9–4 | República Árabe Unida |
| Romênia      | 4–1 | Japão                 |

#### Grupo B
| Equipe             | Pts | J | V | E | D | GP | GC |
| ------------------ | --- | - | - | - | - | -- | -- |
| União Soviética    | 6   | 3 | 3 | 0 | 0 | 20 | 10 |
| Alemanha Unificada | 4   | 3 | 2 | 0 | 1 | 15 | 9  |
| Argentina          | 1   | 3 | 0 | 1 | 2 | 7  | 14 |
| Brasil             | 1   | 3 | 0 | 1 | 2 | 7  | 16 |

| 25 de agosto       |     |                    |
| Argentina          | 2–2 | Brasil             |
| União Soviética    | 5–4 | Alemanha Unificada |
| 26 de agosto       |     |                    |
| Alemanha Unificada | 6–3 | Brasil             |
| 27 de agosto       |     |                    |
| União Soviética    | 7–4 | Argentina          |
| 29 de agosto       |     |                    |
| União Soviética    | 8–2 | Brasil             |
| Alemanha Unificada | 5–1 | Argentina          |

#### Grupo C
| Equipe        | Pts | J | V | E | D | GP | GC |
| ------------- | --- | - | - | - | - | -- | -- |
| Iugoslávia    | 6   | 3 | 3 | 0 | 0 | 15 | 4  |
| Países Baixos | 3   | 3 | 1 | 1 | 1 | 9  | 8  |
| África do Sul | 3   | 3 | 1 | 1 | 1 | 7  | 12 |
| Austrália     | 0   | 3 | 0 | 0 | 3 | 7  | 14 |

| 25 de agosto  |     |               |
| Iugoslávia    | 2–1 | Países Baixos |
| África do Sul | 3–2 | Austrália     |
| 26 de agosto  |     |               |
| Países Baixos | 5–3 | Austrália     |
| 27 de agosto  |     |               |
| Iugoslávia    | 7–1 | África do Sul |
| 29 de agosto  |     |               |
| Países Baixos | 3–3 | África do Sul |
| Iugoslávia    | 6–2 | Austrália     |

#### Grupo D
| Equipe         | Pts | J | V | E | D | GP | GC |
| -------------- | --- | - | - | - | - | -- | -- |
| Hungria        | 6   | 3 | 3 | 0 | 0 | 27 | 9  |
| Estados Unidos | 4   | 3 | 2 | 0 | 1 | 17 | 13 |
| França         | 2   | 3 | 1 | 0 | 2 | 10 | 23 |
| Bélgica        | 0   | 3 | 0 | 0 | 3 | 8  | 17 |

| 26 de agosto   |      |                |
| Bélgica        | 2–3  | França         |
| Hungria        | 7–2  | Estados Unidos |
| 27 de agosto   |      |                |
| Estados Unidos | 10–4 | França         |
| Hungria        | 9–4  | Bélgica        |
| 29 de agosto   |      |                |
| Estados Unidos | 5–2  | Bélgica        |
| Hungria        | 11–3 | França         |

### Fase semifinal
Na semifinal, as oito equipes classificadas da fase anteiror são divididas em dois grupos de quatro equipes cada. As equipes que estavam em um grupo na primeira fase permanecem no mesmo grupo agora, considerando-se inclusive os resultados. O mesmo critério foi adotado para a fase final

#### Grupo 1
| Equipe             | Pts | J | V | E | D | GP | GC |
| ------------------ | --- | - | - | - | - | -- | -- |
| Itália             | 6   | 3 | 3 | 0 | 0 | 9  | 3  |
| União Soviética    | 4   | 3 | 2 | 0 | 1 | 8  | 8  |
| Romênia            | 1   | 3 | 0 | 1 | 2 | 8  | 10 |
| Alemanha Unificada | 1   | 3 | 0 | 1 | 2 | 7  | 11 |

| 30 de agosto    |     |                    |
| União Soviética | 3–2 | Romênia            |
| Itália          | 3–0 | Alemanha Unificada |
| 31 de agosto    |     |                    |
| Romênia         | 3–3 | Alemanha Unificada |
| União Soviética | 0–2 | Itália             |

#### Grupo 2
| Equipe         | Pts | J | V | E | D | GP | GC |
| -------------- | --- | - | - | - | - | -- | -- |
| Iugoslávia     | 6   | 3 | 3 | 0 | 0 | 10 | 4  |
| Hungria        | 4   | 3 | 2 | 0 | 1 | 11 | 5  |
| Estados Unidos | 2   | 3 | 1 | 0 | 2 | 11 | 19 |
| Países Baixos  | 0   | 3 | 0 | 0 | 3 | 8  | 12 |

| 30 de agosto  |     |                |
| Hungria       | 3–1 | Países Baixos  |
| Iugoslávia    | 6–2 | Estados Unidos |
| 1 de setembro |     |                |
| Países Baixos | 6–7 | Estados Unidos |
| Hungria       | 1–2 | Iugoslávia     |

### Fase final

#### Classificação 5º-8º lugares
| Equipe             | Pts | J | V | E | D | GP | GC |
| ------------------ | --- | - | - | - | - | -- | -- |
| Romênia            | 5   | 3 | 2 | 1 | 0 | 14 | 11 |
| Alemanha Unificada | 5   | 3 | 2 | 1 | 0 | 13 | 11 |
| Estados Unidos     | 2   | 3 | 1 | 0 | 2 | 14 | 16 |
| Países Baixos      | 0   | 3 | 0 | 0 | 3 | 15 | 18 |

| 2 de setembro      |     |                    |
| Alemanha Unificada | 4–3 | Estados Unidos     |
| Romênia            | 5–4 | Países Baixos      |
| 3 de setembro      |     |                    |
| Romênia            | 6–4 | Estados Unidos     |
| Países Baixos      | 5–6 | Alemanha Unificada |

#### Classificação 1º-4º lugares
| Equipe          | Pts | J | V | E | D | GP | GC |
| --------------- | --- | - | - | - | - | -- | -- |
| Itália          | 5   | 3 | 2 | 1 | 0 | 7  | 4  |
| União Soviética | 3   | 3 | 1 | 1 | 1 | 7  | 8  |
| Hungria         | 2   | 3 | 0 | 2 | 1 | 7  | 8  |
| Iugoslávia      | 2   | 3 | 1 | 0 | 2 | 6  | 7  |

| 2 de setembro   |     |            |
| União Soviética | 3–3 | Itália     |
| Itália          | 2–1 | Iugoslávia |
| 3 de setembro   |     |            |
| União Soviética | 4–3 | Iugoslávia |
| Itália          | 3–3 | Hungria    |